# Пошта-Килнеу
Пошта-Килнеу (рум. Poșta Câlnău) — село у повіті Бузеу в Румунії. Адміністративний центр комуни Пошта-Килнеу.
Село розташоване на відстані 107 км на північний схід від Бухареста, 10 км на північ від Бузеу, 93 км на захід від Галаца, 108 км на південний схід від Брашова.

## Населення
За даними перепису населення 2002 року у селі проживали 2379 осіб. Усі жителі села рідною мовою назвали румунську.
Національний склад населення села:
| Національність | Кількість осіб | Відсоток |
| -------------- | -------------- | -------- |
| румуни         | 2371           | 99,7%    |
| цигани         | 7              | 0,3%     |